# جدجد شجري
الجدجد الشجري (الاسم العلمي: Oecanthus) هو جنس من الحشرات يتبع فصيلة الجداجد الحقيقية من رتبة مستقيمات الأجنحة.

## أنواع الجدجد الشجري
| - جدجد شجري أبيض - جدجد شجري أرجنتيني - جدجد شجري أسود القرون - جدجد شجري أصهب - جدجد شجري بيروفي - جدجد شجري تكساني - جدجد شجري جامايكي - جدجد شجري ذيال | - جدجد شجري رأس الرجاء - جدجد شجري رفيع - جدجد شجري رقيق - جدجد شجري شاحب - جدجد شجري صغير - جدجد شجري صيني - جدجد شجري عديم البقع - جدجد شجري قزم - جدجد شجري قصير الذيل | - جدجد شجري كاليفورني - جدجد شجري كبير - جدجد شجري متجانس - جدجد شجري متفاوت - جدجد شجري مزخرف - جدجد شجري هندي - جدجد شجري هنري - جدجد شجري والكري |